# Нитани (Пенсилванија)
Нитани (енгл. Nittany) јесте насељено место без административног статуса у америчкој савезној држави Пенсилванији.

## Демографија
Према попису из 2010. године, број становника је 658.
|                   | 2010.        | 2000.      |
| Укупно            | 658 (100,0%) | 0 (0,000%) |
| Белци             | 643 (97,72%) | 0 (0,000%) |
| Остали            | 6 (0,912%)   | –          |
| Афроамериканци    | 4 (0,608%)   | 0 (0,000%) |
| Хиспаноамериканци | 4 (0,608%)   | 0 (0,000%) |
| Азијати           | 1 (0,152%)   | 0 (0,000%) |